# Магелланов пингвин
Магелланов пингвин, или магелланский пингвин (лат. Spheniscus magellanicus) — вид пингвиновых рода очковых пингвинов. Назван в честь Фернана Магеллана, открывшего места обитания пингвинов.

## Ареал
Основной ареал гнездования — патагонское побережье, Огненная Земля, острова Хуан-Фернандес и Фолкленды. Отдельные особи были замечены севернее вплоть до Рио-де-Жанейро и юга Перу. Населяет также берега Южной Америки к югу от Коквимбо (Чили) и Рио-де-Жанейро.
Яйцо высиживают оба родителя — около 40 дней. Семья попеременно обычно высиживает 1-2 яйца.
Численность оценивается примерно в 1,8 млн пар.

## Внешний вид
Взрослые особи достигают роста 70-80 см и веса 5-6 кг.
Задняя (верхняя) часть пингвинов чёрная, передняя — белая, с двумя или одной чёрной полоской на шее. Клюв и лапы — грязно-серого цвета, с красным или оранжевым оттенком.

## Образ жизни
Продолжительность жизни — около 15 лет, реже — до 20 лет, в неволе возможно доживание до 20-25 лет. Питаются магеллановы пингвины крилем, каракатицами и мелкой рыбой. Гнёзда устраивают в норах, которые выкапывают в мягком грунте.

## Причины вымирания и охрана
Колонии на островах Магдалена и Марта в Магеллановом проливе издавна подвергались набегам индейцев, которые ловили небольшое количество птиц, но численность вида при этом оставалась стабильной. В XVIII—XIX веках пингвины стали подвергаться нападению со стороны европейцев, организовавших сюда многочисленные экспедиции. Только на острове Магдалена европейцы заготавливали до 14 тысяч птиц в год. Численность вида стала падать. И несмотря на то, что сегодня на островах Магдалена и Марта создан национальный парк пингвинов, численность этого вида продолжает оставаться небольшой. Во-первых, сбор яиц местным населением продолжается, а во-вторых, многочисленные туристы часто тревожат птиц и разрушают их норы.

## Галерея
- Магеллановый пингвин в Патагонии, Чили
- Пара магеллановых пингвинов на Фолклендах
- Семья магеллановых пингвинов в Патагонии
- Колония магеллановых пингвинов в Патагонии